# Wolfgang Ehrl
Wolfgang Ehrl (Munich, Alemania, 4 de marzo de 1912-ídem, 11 de junio de 1980) fue un deportista alemán especialista en lucha grecorromana donde llegó a ser subcampeón olímpico en Los Ángeles 1932.

## Carrera deportiva
En los Juegos Olímpicos de 1932 celebrados en Los Ángeles ganó la medalla de plata en lucha grecorromana estilo peso pluma, tras el italiano Giovanni Gozzi (oro) y por delante del finlandés Lauri Koskela (bronce).